# Can't Get Over
Can't Get Over è il primo singolo estratto dal terzo album discografico della cantante svedese September, Dancing Shoes.
Il singolo è stato pubblicato in Svezia il 20 giugno 2007 dall'etichetta discografica Catchy Tunes, mentre è stato pubblicato negli Stati Uniti come download digitale il 27 novembre 2007.
La canzone è stata scritta da Anoo Bhagavan, Niclas von der Burg e Jonas von der Burg e prodotta da quest'ultimo.

## Tracce
CD-Maxi (Catchy Tunes CATCHY 067  [se])
1. Can't Get Over (Radio Edit) - 3:00
2. Can't Get Over (Extended) - 4:33
3. Can't Get Over (Short Disco) - 3:50
4. Can't Get Over (Long Disco) - 6:49

CD-Maxi (Robbins 76869-72175-2 [us])
1. Can't Get Over (Radio Edit) - 3:00
2. Can't Get Over (Short Disco Mix) - 3:50
3. Can't Get Over (Extended Mix) - 4:33
4. Can't Get Over (Long Disco Mix) - 6:49

Promo - CD-Single (Hard2Beat H2B23CDR  [uk])
1. Can't Get Over (UK Radio Edit) - 3:13
2. Can't Get Over (Figoboy Remix) - 5:36
3. Can't Get Over (Dave Ramone Extended Mix) - 6:17
4. Can't Get Over (Dave Ramone Edit) - 3:01
5. Can't Get Over (Wideboys Remix) - 6:30
6. Can't Get Over (Jens Kindervater Remix) - 4:48
7. Can't Get Over (Wideboys Dub) - 6:31
8. Can't Get Over (Instrumental Radio Edit) - 3:17

CD-Maxi (Robbins 76869-72192-2  [us])
1. Can't Get Over (U.K. Radio Edit) - 3:10
2. Can't Get Over (Dave Ramone Edit) - 3:00
3. Can't Get Over (Wideboys Edit) - 3:08
4. Can't Get Over (Jens Kindervater Edit) - 3:22
5. Can't Get Over (Figoboy Remix) - 5:32
6. Can't Get Over (Dave Ramone Remix) - 6:15
7. Can't Get Over (Wideboys Remix) - 6:27
8. Can't Get Over (Jens Kindervater Remix) - 4:44
9. Can't Get Over (Buzz Junkies Remix) - 5:54
10. Can't Get Over (Wideboys Dub) - 6:26
11. Can't Get Over (Buzz Junkies Dub) - 5:25
12. Can't Get Over (Instrumental Edit) - 3:17

CD-Maxi (Hard2Beat H2B23CDS  [uk])
1. Can't Get Over (U.K. Radio Edit) - 3:10
2. Can't Get Over (Figoboy Remix) - 5:36
3. Can't Get Over (Dave Ramone Edit) - 3:01
4. Can't Get Over (Original Edit) - 3:01
5. Can't Get Over (Warren Clarke Mix) - 5:17

CD-Single (Hard2Beat H2B23CDX  [uk])
1. Can't Get Over (U.K. Radio Edit) - 3:10
2. Can't Get Over (Wideboys Edit) - 3:08

CD-Single (Mostiko 23 22876-2 (CNR) [be] / EAN 8714221050165)
1. Can't Get Over (Radio Edit) - 3:04
2. Can't Get Over (UK Radio Edit) - 3:11

## Classifiche
| Classifica (2006-2007) | Posizione raggiunta |
| ---------------------- | ------------------- |
| Svezia                 | 5                   |
| Finlandia              | 10                  |
| Paesi Bassi            | 35                  |
| Belgio (Fiandre)       | 41                  |
| Australia              | 41                  |